# Terry George
Terence George (Belfast, 20 de diciembre de 1952) es un guionista y director irlandés conocido por largometrajes como The Boxer, En el nombre del hijo y Hotel Rwanda.

## Biografía
George nació y se crio en Belfast, Irlanda del Norte. En 1971, a los 18 años, fue arrestado por sospecha de estar involucrado en actividades paramilitares de liberación republicana. Más tarde se involucró en el Partido Socialista Republicano Irlandés (IRSP), brazo político del  INLA. En 1975, iba con miembros armados del grupo cuando los soldados británicos los detuvieron, aunque George afirma que no portaba un arma. Todos fueron arrestados y fue sentenciado a seis años de prisión en Prisión de Long Kesh. Otros prisioneros de la época fueron Gerry Adams y Patsy O'Hara, el tercero en morir en las huelgas de hambre de 1981. Fue puesto en libertad en 1978 por buen comportamiento. Asistió brevemente a Queens University Belfast.
En 1981, junto su esposa, Rita (de soltera Margaret Higgins), y su pequeña hija,  Oorlagh, se mudaron a Nueva York. Rita y George adquirieron la nacionalidad estadounidense pero él se enfrentó a un proceso de deportación. Finalmente se le permitió permanecer en los Estados Unidos después de una campaña de partidarios irlandeses-estadounidenses, y se le otorgó una visado "O". Su esposa y él ya tuvieron un hijo nacido en Estados Unidos, Seamus.
En 1985, George hizo su debut como dramaturgo, "El túnel", un drama basado en un intento de fuga de la prisión de 1976 de la vida real de Long Kesh. En 1986, hizo una investigación en el libro de no ficción "The Pizza Connection", con la fallecida periodista estadounidense veterana Shana Alexander.
En 1993, debutó como guionista y asistente de dirección con   En el nombre del padre , protagonizada por Daniel Day-Lewis, y dirigida por Jim Sheridan. La película fue nominada a siete premios de la Academia, incluido el de mejor guion adaptado para George y Sheridan. Escribió el guion y dirigió la película En el nombre del hijo, protagonizada por Helen Mirren y Fionnula Flanagan, por la que fue nombrado como el Joven Director Europeo del Año de 1996. Entre 2000 y 2004, ejecutño el cargo como productor ejecutivo y cocreador de la serie de televisión de la CBS  The District , protagonizada por Craig T. Nelson, David O 'Hara y Lynne Thigpen.  Billy Ray y él recibieron el encargo del guion del drama de la Segunda Guerra Mundial La guerra de Hart en 2002. Obtuvo su segunda nominación al Oscar en 2004 por dirección, producción y coescribiendo Hotel Rwanda, protagonizada por Don Cheadle y Sophie Okonedo. La película recibió tres nominaciones a los premios de la Academia, incluido el de mejor guion original. El Hotel Rwanda fue premiado con el Cinema for Peace a la película más valiosa del año en la Gala Cinema for Peace en Berlín.
Junto con el guionista William Monahan y el músico Van Morrison, George fue homenajeado en la segunda ceremonia anual de Oscar Wilde Honrando la escritura irlandesa en el cine, celebrada en Ebell Wilshire en Los Ángeles, California el 22 de febrero de 2007. Ese mismo año, dirigió "Reservation Road", protagonizada por Joaquin Phoenix, Jennifer Connelly, Mark Ruffalo y Mira Sorvino. En 2010, George escribió y dirigió el cortometraje "The Shore". Su hija,  Oorlagh produjo la película, que fue filmada durante seis días fuera de la casa de George en el condado de Down, Irlanda del Norte. El 26 de febrero de 2012, The Shore ganó el Oscar al mejor cortometraje de acción en vivo. En 2012, George escribió, dirigió y produjo el largometraje Atraco en Belfast. En 2016, George escribió y dirigió La promesa, ambientada en el Genocidio Armenio de 1915 y protagonizada por Oscar Isaac, Charlotte Le Bon y Christian Bale.
En reconocimiento a sus "servicios excepcionales al cine y al drama" George recibió un título honorífico de la  Queen's University Belfast el 1 de julio de 2013. En 2017, George recibió el Premio Humanitario Armin T. Wegner en honor a sus películas que representan genocidios. Además recibió un khachkar, realizado por Hrach Gukasyan y encargado por el Festival Internacional de Cine Arpa y Gala de Premios, con patrones de estilo armenio en forma de cruz celta, este último en honor a su herencia irlandesa.

## Filmografía

### Film
| Título en España       | Título original           | Año                  | Cargo                |
| ---------------------- | ------------------------- | -------------------- | -------------------- |
| En el nombre del padre | In the Name of the Father | 1993                 | Guionista            |
| En el nombre del hijo  | Some Mother's Son         | 1996                 | Director y guionista |
| The Boxer              | The Boxer                 | 1997                 | Guionista            |
| La guerra de Hart      | Hart's War                | 2002                 | Guionista            |
| Hotel Rwanda           | Hotel Rwanda              | 2004                 | Director y guionista |
| Reservation Road       | Reservation Road          | 2007                 | Director y guionista |
| The Shore (corto)      | The Shore (corto)         | 2011                 | Director y guionista |
| Atraco en Belfast      | Whole Lotta Sole          | 2012                 | Director y guionista |
| La promesa             | The Promise               | Director y guionista | 2016                 |

### Televisión
| Título original               | Año       | Notas                                                                         |
| ----------------------------- | --------- | ----------------------------------------------------------------------------- |
| Hunt for Stolen War Treasures | 1989      |                                                                               |
| A Bright Shining Lie          | 1998      |                                                                               |
| The District                  | 2000-2004 | Creó 81 episodios; productor ejecutivo en 45; dirigió 3 episodios; escribió 7 |
| In Treatment                  | 2009      | 3 episodios                                                                   |
| Outlaw                        | 2010      | Episodio piloto                                                               |
| Luck                          | 2012      | Episodio "Ace Meets with a Potential Investor"                                |

## Premios y distinciones
Premios Óscar
| Año  | Categoría            | Película               | Resultado |
| ---- | -------------------- | ---------------------- | --------- |
| 1994 | Mejor guion adaptado | En el nombre del padre | Nominado  |
| 2005 | Mejor guion original | Hotel Rwanda           | Nominado  |